# 찰리 브릴
찰리 브릴(Charlie Brill, 1938년 1월 13일 ~ )은 미국의 배우, 텔레비전 배우, 성우이다.
브루클린에서 태어났다.

## 영화
- 제7의 천국 (1996년)
- 비키니 숍 (1986년)
- 병원광 시대 (1982년)